# Ampelocissus changensis
Ampelocissus changensis là một loài thực vật hai lá mầm trong họ Nho. Loài này được Craib miêu tả khoa học đầu tiên năm 1926.